# Forever After
Forever After er Koxbox's debutalbum fra 1995. Det blev udgivet den 23. juni 1995 på det tyske pladeselskab Harthouse.

## Trackliste
| #  | Titel                              | Længde |
| -- | ---------------------------------- | ------ |
| 1. | "Point Of No Return"               | 9:45   |
| 2. | "Space Traveller"                  | 9:15   |
| 3. | "Insect & Insect Bite (Split Mix)" | 8:14   |
| 4. | "Tribal Oscillation"               | 7:26   |
| 5. | "Neurobic"                         | 13:38  |
| 6. | "Space Interface"                  | 7:49   |
| 7. | "Orientalic (95 Remix)"            | 7:54   |
| 8. | "Loads Of Flow (Molecular Mix)"    | 6:58   |